# Верденьга
Верденьга (Варгинга) — река в России, протекает в Сямженском районе Вологодской области. Левый приток реки Кубены.

## География
Река Верденьга берёт начало в лесах западнее деревни Филинская. Течёт на юго-запад. Устье реки находится у посёлка Гремячий в 179 км по левому берегу реки Кубена. Длина реки составляет 31 км в 10 км от устья принимает по правому берегу единственный крупный приток — Ночницу.

## Данные водного реестра
По данным государственного водного реестра России относится к Двинско-Печорскому бассейновому округу, водохозяйственный участок реки — озеро Кубенское и реки Сухона от истока до Кубенского гидроузла, речной подбассейн реки — Сухона. Речной бассейн реки — Северная Двина.
Код объекта в государственном водном реестре — 03020100112103000005573.